# Sericostoma memorabile
Sericostoma memorabile là một loài Trichoptera trong họ Sericostomatidae. Chúng phân bố ở miền Cổ bắc.